# يان ليزلي
يان ليزلي (بالإنجليزية: Ian Leslie)‏ هو صحفي أسترالي، ولد في 6 يوليو 1942 في جاوة في إندونيسيا.